# アルジェ占領 (1529年)

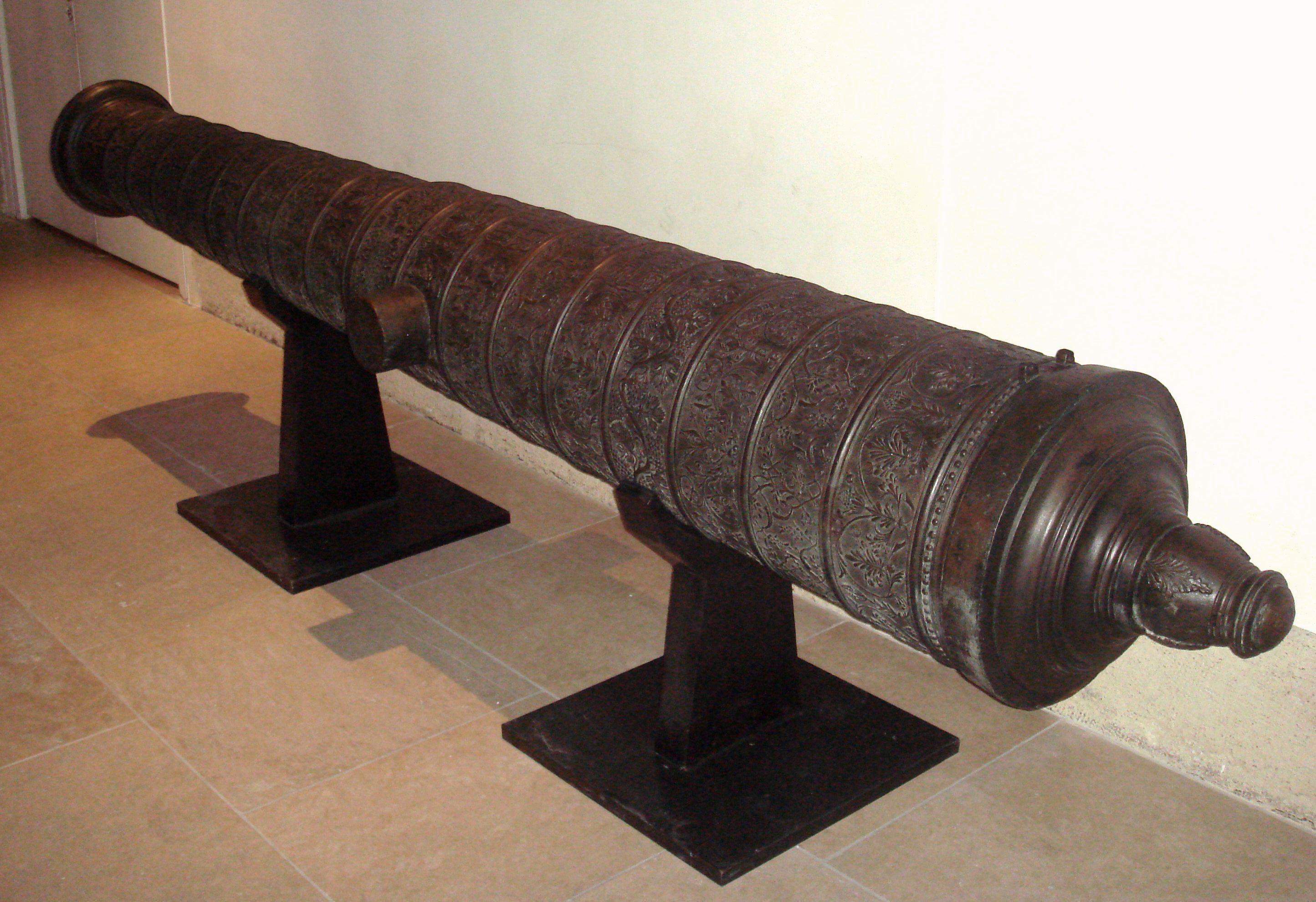
1581年10月8日にアルジェで鋳造されたオスマン帝国の大砲。長さ: 385cm, 口径:178mm, 重量: 2910kg（フランス軍事博物館所蔵）

1529年のアルジェ占領（アルジェせんりょう、英: Capture of Algiers）は、アルジェのベイレルベイであるバルバロス・ハイレッディンがハプスブルク朝スペインからアルジェに面する小さい島の要塞を奪取した出来事である。

## 背景
1510年、スペインはアルジェに面する小さい島に陣取り、現地の領主Sālim al-Tūmī（Selim-bin-Teumi）に条約で自らの存在を受け入れさせ、貢納させた。島には要塞が建てられ、兵士200人が駐留した。Sālim al-Tūmīはスペインでアラゴン王フェルナンド2世に対する服従を誓約させられた。
しかし、1516年、アルジェのアミールのSālim al-Tūmīはスペインの追放のために海賊の兄弟バルバロス・オルチとバルバロス・ハイレッディンを招いた。オスマン軍とともにアルジェに来たオルチは、Sālimが海賊とオルチに対してスペインと通謀していたために、Sālimの暗殺を命じ、アルジェを占領した。スペインの遠征軍が、1516年にDon Diego de Veraに率いられて、その後1519年にDon Ugo de Moncadaに率いられて、それぞれアルジェの奪取のために派遣されたが、どちらも失敗した。
ハイレッディンは、1517年にトレムセンが陥落した際に戦死したオルチの後を継いだ。オスマン皇帝セリム1世の支援を受けて1516年にアルジェを占領することができたが、1520年にセリム1世が崩御して支援が途絶えたために、ハイレッディンは現地のカビール人の首領にアルジェを奪取され、自らの領地ジジェルに撤退した。

## 征服
1529年1月、オスマン帝国のスレイマン大帝が神聖ローマ皇帝フェルディナント1世に宣戦布告した際に、大帝は地中海西部にも攻勢に出るつもりでいたので、ハイレッディンに対する支援も改めて行うことにした。
ハイレッディンに対して、オスマン帝国からイェニチェリ2000人が派遣され、大砲と資金が与えられた。ハイレッディンは、賄賂を通して忠誠心を変えて、アルジェのシャイフの支援を得た。アルジェの権力を得ると、スペインのアルジェ要塞を包囲した。22日間の砲撃の末に、1529年5月29日に、総督Don Martin de Vargas率いるスペイン軍が降伏した。生き残りはわずか25人のみで、スペイン本土から支援を受けられなかった。Vargasは棍棒で殴り殺され、要塞が解体され、キリスト教徒の奴隷による石積み工事で防潮堤が建設された。

## 余波
その後の数年間にわたり、ハイレッディンはアルジェを拠点にしバルバリア海岸から襲撃に向かっていた。1541年、カール5世が大規模な遠征を行ったが、またもアルジェを奪取できずに失敗した。1830年にフランスがアルジェを侵略するまで、オスマン帝国が3世紀もアルジェを支配した。

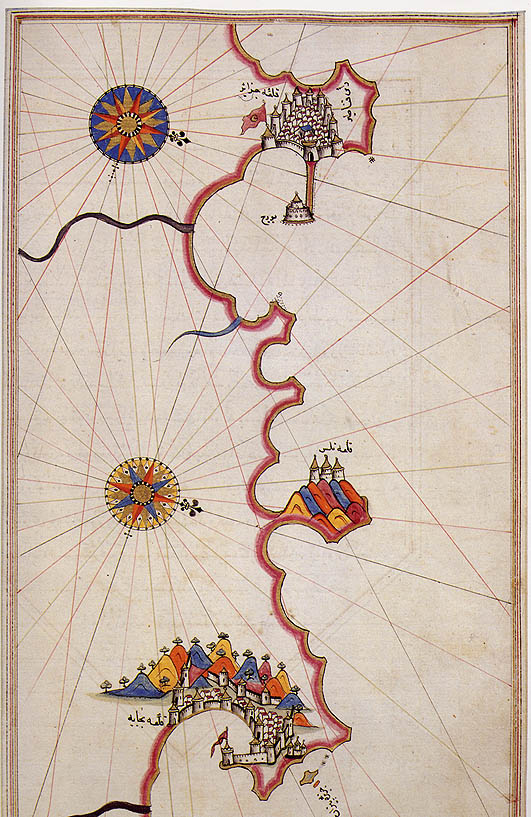
ピーリー・レイースによるアルジェの歴史的な地図